# Dreng (film)
 For alternative betydninger, se Dreng. (Se også artikler, som begynder med Dreng)
Dreng er et dansk drama fra 2010 med Peter Gantzler og Sebastian Jessen, instrueret af Peter Gantzler. Filmen fik biografpremiere 27. januar 2011.

## Medvirkende
- Sebastian Jessen - Christian
- Marie Louise Wille - Sanne
- Helle Merete Sørensen - Birgit, Christians mor
- Peter Gantzler - John
- Troels Linde Andersen
- Mikkel Bjerrum - Kasper